# Otłuczyna
Otłoczyna – potok górski, lewy dopływ Bystrzycy o długości 3,79 km.
Potok płynie w Sudetach Środkowych, w Górach Suchych, w woj. dolnośląskim. Jego źródła złożone z drobnych wycieków znajdują się na łąkach, na wysokości 570 m n.p.m. na wschodnim stoku góry Światowid (645 m n.p.m.). Potok w górnym biegu spływa przez łąki i pola uprawne, a dalej płynie płytką i rozległą doliną oddzielającą masyw Światowida od głównego grzbietu wschodniej części Gór Suchych do ujścia w miejscowości Głuszyca. W dolnym biegu potok płynie wśród zabudowań. Zasadniczy kierunek biegu potoku jest północny. Jest to potok górski zbierający wody z północno-zachodnich zboczy Gór Suchych. Potok w większości swojego biegu nieuregulowany o wartkim prądzie wody.